# 2078
Cette page concerne l'année 2078  du calendrier grégorien.
L'année 2078 est une année commune qui commence un samedi.
C'est la 2078e année de notre ère, la 78e année du IIIe millénaire et du XXIe siècle et la 9e année de la décennie 2070-2079.

## Autres calendriers
- Calendrier berbère : 3027 / 3028
- Calendrier hébraïque : 5838 / 5839
- Calendrier indien : 1999 / 2000
- Calendrier musulman : 1498 / 1499
- Calendrier persan : 1456 / 1457

## Fiction
- L'action du film Ultraviolet se déroule cette année-là.